# Teorema de Borsuk-Ulam
En matemàtiques, el teorema Borsuk-Ulam afirma que qualsevol funció contínua d'una n-esfera a l'espai euclidià de dimensió n fa correspondre algun parell de punts antipodals al mateix punt.
(Dos punts en una esfera s'anomenen antipodals si són exactament en direccions oposades des del centre de l'esfera.)
El cas n = 2 sovint s'il·lustra dient que a qualsevol moment que hi ha sempre un parell de punts antipodals a la superfície de la Terra amb temperatures iguals i pressions baromètriques iguals. Això suposa que la temperatura i la pressió baromètrica varien contínuament.
Stanisław Ulam va ser el primer a conjecturar el teorema i va ser demostrat per Karol Borsuk el 1933.
Hi ha una demostració elemental que el teorema de Borsuk-Ulam implica el Teorema del punt fix de Brouwer.
Una afirmació més forta relativa al teorema Borsuk-Ulam és que totes les funcions que preserven les antípodes
{\displaystyle f:S^{n}\to S^{n}}
tenen grau senar.

## Corol·laris
- Cap subconjunt de ℝn  és homeomorf a Sn.
- El Teorema de Lusternik-Schnirelmann: Si l'esfera Sn és recoberta per n+1 conjunts oberts, llavors un d'aquests conjunts conté un parell (x, −x) de punts antipodals. (això és equivalent al teorema de Borsuk-Ulam)
- El Teorema de sandvitx de pernil: Per a qualssevol conjunts compactes {\displaystyle A_{1},\ldots ,A_{n}} en ℝn sempre es pot trobar un hiperplà que divideix cadascun d'ells en dos subconjunts de mesura igual.